# Gor Minasyan
Gor Minasyan (in armeno Գոռ Մինասյան?; Gyumri, 25 ottobre 1994) è un sollevatore armeno naturalizzato bahreinita.

## Palmarès

### Olimpiadi
- 1 medaglia:
  - 1 argento (Rio de Janeiro 2016 nei +105 kg);
  - 1 bronzo (Parigi 2024 nei +102 kg).

### Campionati mondiali
- 6 medaglie:
  - 3 argenti (Aşgabat 2018 nei +109 kg, Pattaya 2019 nei +109 kg, Bogotà 2022 nei +109 kg);
  - 3 bronzi (Houston 2015 nei +105 kg, Tashkent 2021 nei +109 kg, Riad 2023 nei +109 kg).

### Campionati europei
- 4 medaglie:
  - 3 argenti (Førde 2016 nei +105 kg, Spalato 2017 nei +105 kg, Mosca 2021 nei +109 kg);
  - 1 bronzo (Tirana 2022 nei +109 kg).

### Giochi asiatici
- 1 medaglia:
  - 1 oro (Hangzhou 2022 nei +109 kg).

### Campionati asiatici
- 3 medaglie:
  - 2 ori (Manama 2022 nei +109 kg, Jinju 2023 nei +109 kg).
  - 1 argento (Tashkent 2024 nei +109 kg).

### Giochi olimpici giovanili
- 1 medaglia:
  - 1 argento (Singapore 2010 nei +85 kg).